# Gebrazhofen
Gebrazhofen è una frazione della città tedesca di Leutkirch im Allgäu.

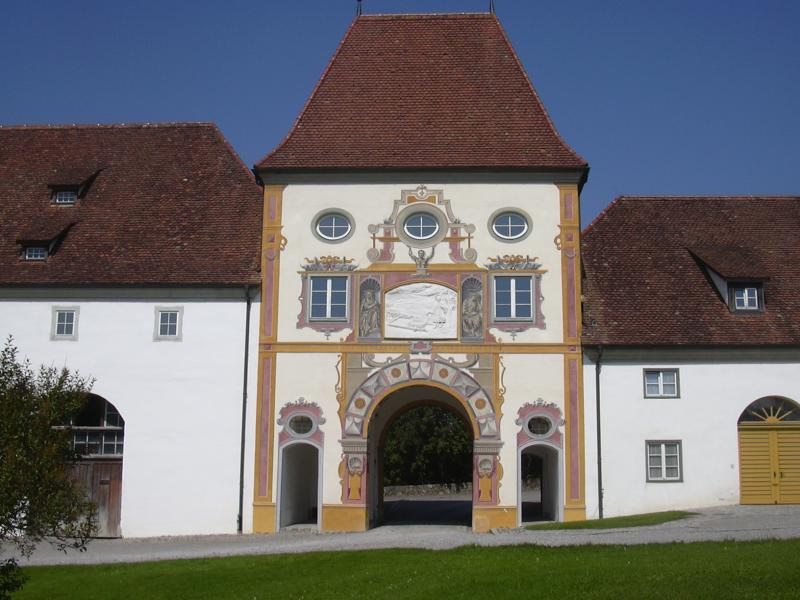
Ingresso dello Schloss Zeil.

Importante per il castello Schloss Zeil collocato sulla collina prospiciente. Il parco del castello ospita una piccola colonia di cervi e daini nonché un roseto particolarmente fiorito nei mesi di maggio e giugno, che coincidono anche con la fioritura dei tigli secolari. Questo villaggio è una tappa interessante quale sosta nel tragitto tra Lindau e Ottobeuren, che può essere considerato una perla della Strada del Barocco Bavarese, che ha in Gebrazhofen un centro strategico per visitare i numerosi Santuari ed Abbazie Barocche ivi costruite nel XVII e XVIII secolo.